# Herbert Drury (jégkorongozó)
Herbert Joseph Drury (Midland, Ontario, Kanada, 1895. március 2. – Pittsburgh, Pennsylvania, 1965. július 1.) kanadai születésű amerikai jégkorongozó, kétszeres olimpiai ezüstérmes.
Tagja volt az amerikai férfi jégkorong-válogatottnak az 1920-as nyári olimpián, ahol a csapat ezüstérmes lett. Az elődöntőben 2–0-ra kaptak ki a kanadai férfi jégkorong-válogatottól (akik később megnyerték a tornát), ezért körmérkőzést játszottak az ezüstéremért, ahol előbb a svéd férfi jégkorong-válogatottat, majd a csehszlovák férfi jégkorong-válogatottat verték nagy arányban. Az 1924-es téli olimpián is részt vett az amerikai válogatottban. A csoportkörből óriási fölénnyel, kapott gól nélkül jutottak tovább a négyes döntőbe, ahol csak a kanadai válogatott tudta őket legyőzni, így ezüstérmesek lettek.
1916-ban ment az Egyesült Államokba, ahol beállt a seregbe, és szolgált az első világháborúban. Ezért automatikusan megkapta az állampolgárságot.
1925-ig amatőr szinten játszott, majd szerződést kapott a National Hockey League-es Pittsburgh Piratestől, ahol 1930-ig, a csapat megszűnéséig játszott. Ezután még egy szezont a Philadelphia Quakersben töltött, majd visszavonult az aktív játéktól.